# Obeidia epiphleba
Obeidia epiphleba là một loài bướm đêm trong họ Geometridae.